# Rayo (álbum de J Balvin)
Rayo  es el sexto álbum de estudio del cantante de reggaeton colombiano J Balvin. Se lanzó el 9 de agosto de 2024 a través de Capitol Records. Cuenta con las colaboraciones de Chencho Corleone, Feid, Saiko, Luar La L, Bad Gyal, Zion, entre otros.

## Antecedentes
El álbum, es un proyecto dedicado al coche que le regaló su padre cuando era muy joven. Él mismo lo contaba, cuando desveló la fecha de lanzamiento del disco. A su vez, es un viaje personal donde José nos cuenta cómo fueron sus inicios en el mundo de la música y un especial regreso ya que no había estado en el ojo público en dos años y medio.

## Sencillos
Para su promoción, se lanzaron los sencillos  «Polvo de tu vida» junto con Chencho Corleone el 7 de junio de 2024 y «Gaga» junto con Saiko el 12 de julio del mismo año. Después de esta canción, Balvin publicó el nuevo nombre del álbum.

## Lista de canciones
| N.º   | Título                                            | Productor(es)                                                                            | Duración |  |
| 1.    | «Cosa De Locos»                                   | KEITYN · L.E.X.V.Z. · NUP · Filly Lima · Ciey · Primo p/k/a La Créme · Luis O'Neill      | 2:37     |  |
| 2.    | «Polvo de tu Vida» (con Chencho Corleone)         | Jeremy Ayala · Luis O'Neill                                                              | 2:53     |  |
| 3.    | «Swat» (con Luar La L)                            | Sael · Mosty · Luis O'Neill                                                              | 3:28     |  |
| 4.    | «Bajo y Batería»                                  | Cheka · Saga Neutron · Lozada Santiago Luis Manuel                                       | 3:22     |  |
| 5.    | «Doblexxó» (con Feid)                             | Sky Rompiendo · Taiko                                                                    | 2:57     |  |
| 6.    | «3 Noches»                                        | L.E.X.V.Z. · Luis O'Neill                                                                | 3:34     |  |
| 7.    | «Gaga» (con Saiko)                                | KEITYN, L.E.X.V.Z. · NUP · Filly Lima · Ciey · Primo p/k/a La Créme · Luis O'Neill       | 3:09     |  |
| 8.    | «Gato» (con Bad Gyal)                             | DJ Luian · Mambo Kingz · Neneto · Miguel Enrique Vega · Felipe Alejandro Linares Jiménez | 3:13     |  |
| 9.    | «Lobo» (con Zion)                                 | L.E.X.V.Z. · Luis O'Neill                                                                | 2:37     |  |
| 10.   | «La Noche» (con Dei V)                            | Jeremy Ayala · Taiko                                                                     | 2:56     |  |
| 11.   | «Origami» (con Ryan Castro y Blessd)              | Mosty · LIOHN · Klahr                                                                    | 3:29     |  |
| 12.   | «Sólido»                                          | Dee Mad · Lou Xtwo · Luis O'Neill · JULiA LEWiS · Blake Straus                           | 3:25     |  |
| 13.   | «Stoker» (con Carin Leon)                         | Carin Leon · Orlando Aispuro · Michaël Brun                                              | 3:25     |  |
| 14.   | «Ganster»                                         | Sky Rompiendo · Taiko                                                                    | 2:52     |  |
| 15.   | «En Alta» (con Omar Courtz, Yovngchimi y Quevedo) | Mambo Kingz · DJ Luian · Jowny                                                           | 4:12     |  |
| 47:58 |                                                   |                                                                                          |          |  |

## Back To The Rayo Tour

### Fechas
| Fecha                | Ciudad           | País           | Recinto                |
| -------------------- | ---------------- | -------------- | ---------------------- |
| Norteamérica         |                  |                |                        |
| 20 de marzo de 2025  | Atlanta          | Estados Unidos | State Farm Arena       |
| 21 de marzo de 2025  | Orlando          | Estados Unidos | Kia Center             |
| 22 de marzo de 2025  | Miami            | Estados Unidos | Kaseya Center          |
| 27 de marzo de 2025  | Charlotte        | Estados Unidos | Spectrum Center        |
| 28 de marzo de 2025  | Washington D. C. | Estados Unidos | Capital One Arena      |
| 30 de marzo de 2025  | Brooklyn         | Estados Unidos | Barclays Center        |
| 3 de abril de 2025   | Uncasville       | Estados Unidos | Mohegan Sun Arena      |
| 4 de abril de 2025   | Boston           | Estados Unidos | Agganis Arena          |
| 5 de abril de 2025   | Reading          | Estados Unidos | Santander Arena        |
| 7 de abril de 2025   | Montreal         | Canadá         | Place Bell             |
| 8 de abril de 2025   | Toronto          | Canadá         | Scotiabank Arena       |
| 10 de abril de 2025  | Newark           | Estados Unidos | Prudential Center      |
| 13 de abril de 2025  | Chicago          | Estados Unidos | United Center          |
| 17 de abril de 2025  | Houston          | Estados Unidos | Toyota Center          |
| 19 de abril de 2025  | Hidalgo          | Estados Unidos | Payne Arena            |
| 23 de abril de 2025  | Fort Worth       | Estados Unidos | Dickies Arena          |
| 24 de abril de 2025  | Austin           | Estados Unidos | Moody Center           |
| 26 de abril de 2025  | El Paso          | Estados Unidos | Don Haskins Center     |
| 1 de mayo de 2025    | Phoenix          | Estados Unidos | Footprint Center       |
| 3 de mayo de 2025    | Las Vegas        | Estados Unidos | Michelob Ultra Arena   |
| 4 de mayo de 2025    | San Diego        | Estados Unidos | Pechanga Arena         |
| 8 de mayo de 2025    | Ontario          | Estados Unidos | Toyota Arena           |
| 9 de mayo de 2025    | Inglewood        | Estados Unidos | Kia Forum              |
| 10 de mayo de 2025   | San José         | Estados Unidos | SAP Center             |
| 11 de mayo de 2025   | Sacramento       | Estados Unidos | Golden 1 Center        |
| 16 de mayo de 2025   | Seattle          | Estados Unidos | Climate Pledge Arena   |
| 17 de mayo de 2025   | Portland         | Estados Unidos | Moda Center            |
| Europa               |                  |                |                        |
| 25 de junio de 2025  | Milán            | Italia         | Fiera Milano Live      |
| 27 de junio de 2025  | Le Barcarès      | Francia        | Jardins du Lydia       |
| 29 de junio de 2025  | Craiova          | Rumania        | Estadio Ion Oblemenco  |
| 1 de julio de 2025   | Sofía            | Bulgaria       | Arena Sofía            |
| 4 de julio de 2025   | Marmande         | Francia        | Garorock Festival      |
| 5 de julio de 2025   | Montreux         | Suiza          | Montreux Jazz Festival |
| Latinoamérica        |                  |                |                        |
| 8 de agosto de 2025  | Rosarito         | México         | Playa de Rosarito      |
| Asia                 |                  |                |                        |
| 17 de agosto de 2025 | Tokio            | Japón          | Estadio Chiba Marine   |